# Glissement de terrain de Saint-Alban
Le glissement de terrain de Saint-Alban est un glissement de terrain ayant eu lieu le 27 avril 1894 à Saint-Alban au Québec (Canada). Un plateau  sablonneux, situé au nord de l'ancien lit de la rivière Sainte-Anne s'est alors effondré pour se retrouver 36 m plus bas. Ce glissement tua quatre personnes et plus de 100 bêtes à corne, en plus de détruire une dizaine de maisons et de granges, 50 arpents de terres cultivables, une scierie et deux ponts en aval.

## Contexte
Saint-Alban est un village du comté de Portneuf (devenu la municipalité régionale de comté de Portneuf) situé sur la rive droite de la rivière Sainte-Anne.

## Glissement de terrain

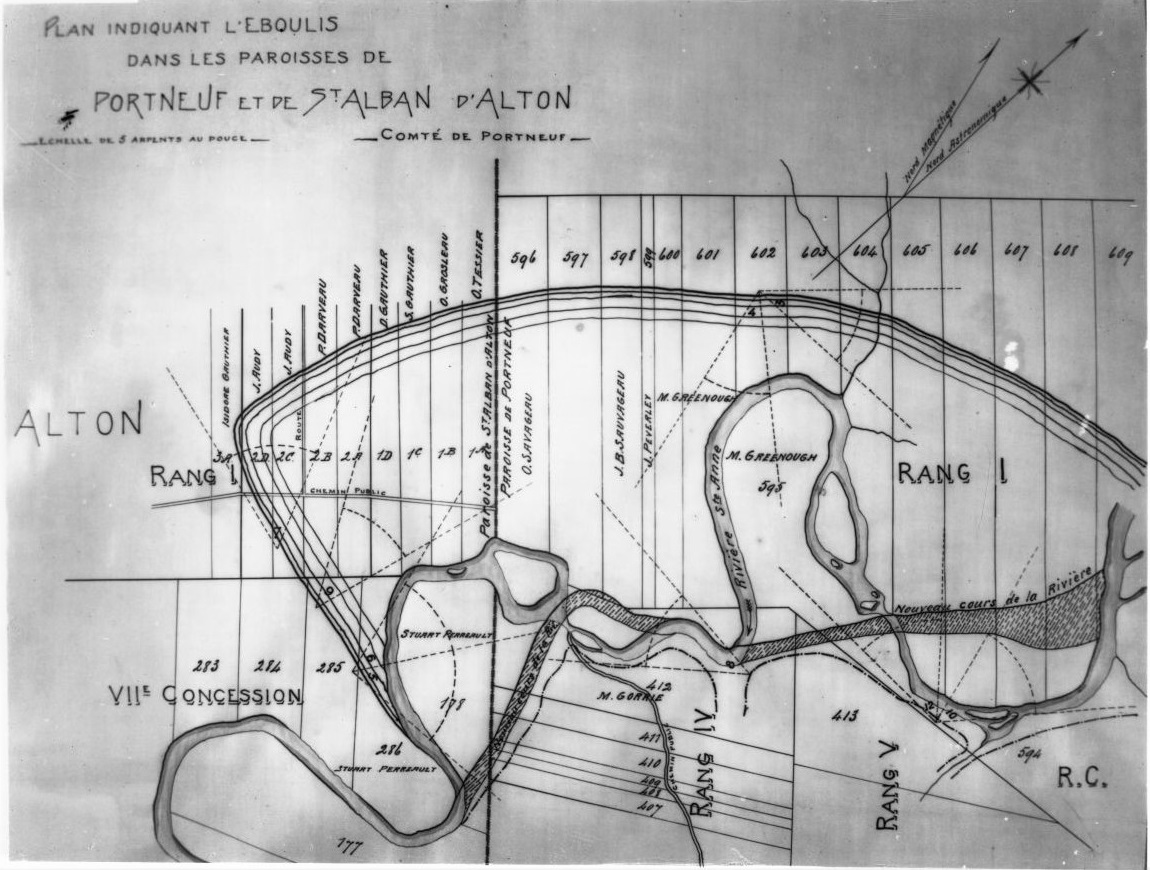
Plan du glissement de terrain de Saint-Alban et du nouveau cours de la rivière Sainte-Anne.

Le 27 avril 1894, à la suite d'une rapide fonte des neiges, la rivière Sainte-Anne sort de son lit et provoque alors l'éboulis. Le plateau sablonneux situé au nord de la rivière s’effondre alors 36 m plus bas. Le glissement de terrain a emporté 185 millions de mètres cubes de débris et a laissé une cicatrice de 462 ha, ce qui en fait le plus important glissement de terrain de la période historique du Canada.
Dans cet éboulis, une dizaine de maisons et de granges, ainsi qu'une centaine de bêtes à corne ont été emportées. Les débris ont aussi détruit le  moulin à pulpe de M. Gorrie, qui était situé sur le bord de la rivière à proximité du village, ainsi que sa maison. La catastrophe tua quatre personnes, soit Samuel Gauthier, sa femme, son fils ainsi que son frère David, veuf depuis quelque temps, qui ont tous été engloutis sous 30 m de terre. Seul le chien de la famille a survécu. D'autres fermiers, soit Prospère Darveau, père de huit enfants, Joseph Audy, père d'un enfant de six mois et Joseph Audet, ont eu plus de chance, bien que leurs fermes aient été détruites. La maison de Joseph Audy a d'ailleurs été emportée à 10 arpents en aval.

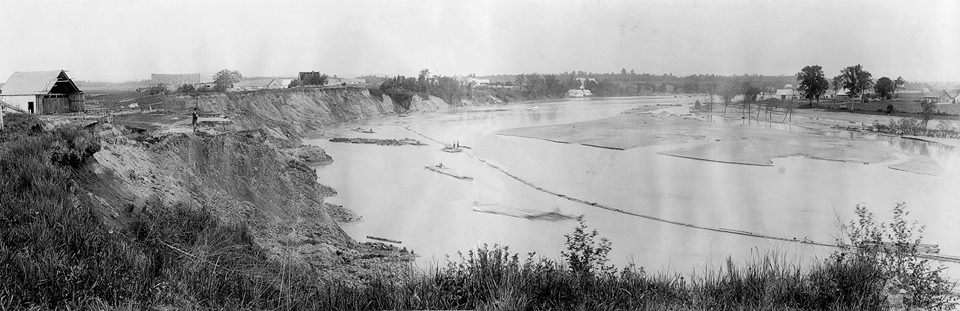
Section de la rive emportée par l'élargissement de la rivière à Sainte-Anne-de-la-Pérade

En aval, les ponts de Saint-Alban et de Saint-Casimir ont été emportés. Celui de Sainte-Anne-de-la-Pérade à quant à lui été lourdement endommagé. Seul le pont du chemin de fer du Canadien Pacifique a résisté, mais la compagnie a dû envoyer le lendemain une dizaine de wagons de pierre pour consolider ses piliers. Deux semaines après la catastrophe, la rivière sortit de son lit à Sainte-Anne-de-la-Pérade pour y emporter 5 maisons. La catastrophe se fit sentir aussi loin que L'Islet et Montmagny où les pêcheries ont été perturbées du fait de la turbidité de l'eau.

## Conséquence

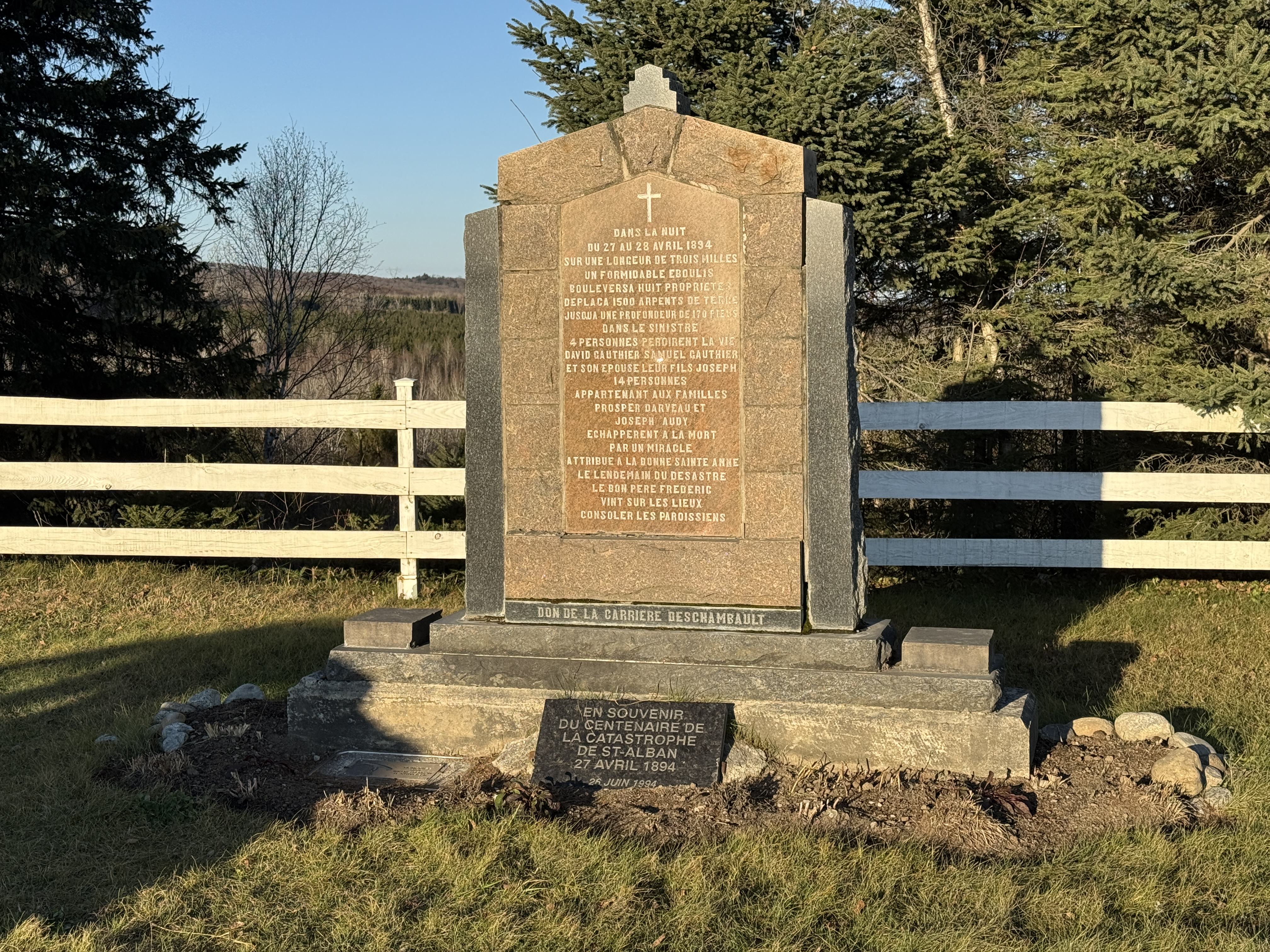
Monument commémoratif de l'événement

Le glissement de terrain redessina complètement le profil de la rivière sur ses 14 derniers kilomètres à l'aval. 
L'éboulement a mis fin à la navigation commerciale sur la rivière Saint-Anne, entraîna le déclin du flottage du bois ainsi que des scieries sur la bord de cette rivière. Elle a aussi mis fin à la montaison du saumon atlantique dans cette rivière. 
Un autre espèce de poisson de poissons, le poulamon atlantique à quant à lui profité de tout cet apport de sable qui lui ont créé un site de frai extrêmement favorable. Cette population a été découverte en 1938 par Eugène Mailhot et la pêche sur glace est devenu une activité économique et touristique importante à Sainte-Anne-de-la-Pérade à partir des années 1940.